# Alessio Scarchilli
Alessio Scarchilli (Roma, 10 settembre 1972) è un ex calciatore italiano, di ruolo centrocampista.

## Carriera

### Club
Messosi in luce nelle formazioni giovanili della Roma, viene cooptato nella rosa della prima squadra nella stagione 1991-1992, senza tuttavia scendere mai in campo. Viene così girato in prestito, per la successiva stagione 1992-1993 al Lecce, dove disputa tutte le 32 gare di campionato cadetto, e mette a segno 3 reti, ottenendo con i salentini la promozione in Serie A. 
Nella stagione seguente torna quindi alla Roma, e gioca 19 gare di campionato e 3 di Coppa Italia. A fine stagione viene però ceduto nuovamente in prestito, stavolta all'Udinese con cui disputa il campionato di serie B 1994-1995, raggiungendo le trentatré presenze in campionato e segnando 5 reti, con le quali contribuisce alla promozione in Serie A del club friulano. 
Nella successiva stagione 1995-1996 fa ritorno nella capitale e disputa con i giallorossi sette gare di campionato e 3 in Coppa Uefa. 
Nell'estate del 1996 viene ingaggiato dal Torino con cui firma un contratto quinquennale e nella prima stagione gioca trentasei gare da titolare segnando 6 reti. Nella stagione successiva veste la maglia della Sampdoria, con cui colleziona ventuno gare ed una rete, e nel 1997-1998 rientra a Torino, dove rimarrà ininterrottamente fino al 2002-2003, collezionando ulteriori trentasei presenze e 4 reti.
Milita poi con la maglia dei belgi del Mons nel 2003-2004 della massima serie belga, contribuendo con sette presenze alla conquista della salvezza. Terminata l'esperienza in Belgio, rientra in Italia, disputando con il Teramo il campionato di Serie C1 gir. B nella stagione 2004-2005, nella quale indossa otto volte la maglia biancorossa degli abruzzesi. Conclude, infine, la carriera con la Viterbese disputando nella stagione 2005-2006 il campionato di Serie C2 gir. C, scendendo in campo 18 volte e mettendo a segno 3 reti.

### Nazionale
Con la Nazionale Under-21 ha fatto parte della spedizione che ha vinto gli Europei francesi del '94.

## Dopo il ritiro

### Commentatore Sportivo
Dal 2008 al 2018 è stato il commentatore tecnico per il canale tv Roma Channel, diventato Roma TV con il passaggio della proprietà del club Roma sotto il gruppo di James Pallotta.

### Scout
Parallelamente al ruolo di commentatore tecnico iniziava nel 2016 un percorso di collaborazione nell’area tecnica della prima squadra della Roma.
Nel 2019 con il conseguimento del patentino di UEFA A a Coverciano come allenatore professionista cambia definitivamente ruolo ed entra nel 2021 a far parte del dipartimento Scout Prima Squadra Roma., incarico che manterrà fino a giugno del 2024

## Statistiche

### Presenze e reti nei club
| Stagione    | Squadra     | Campionato  | Campionato | Campionato | Coppe nazionali | Coppe nazionali | Coppe nazionali | Coppe continentali | Coppe continentali | Coppe continentali | Altre coppe | Altre coppe | Altre coppe | Totale | Totale |
| Stagione    | Squadra     | Comp        | Pres       | Reti       | Comp            | Pres            | Reti            | Comp               | Pres               | Reti               | Comp        | Pres        | Reti        | Pres   | Reti   |
| ----------- | ----------- | ----------- | ---------- | ---------- | --------------- | --------------- | --------------- | ------------------ | ------------------ | ------------------ | ----------- | ----------- | ----------- | ------ | ------ |
| 1993-1994   | Roma        | A           | 19         | 0          | CI              | 3               | 0               | -                  | -                  | -                  | -           |             | -           | 22     | 0      |
| 1995-1996   | Roma        | A           | 7          | 0          | CI              | 0               | 0               | CU                 | 3                  | 0                  | -           | -           | -           | 10     | 0      |
| Totale Roma | Totale Roma | Totale Roma | 26         | 0          |                 | 3               | 0               |                    | 3                  | 0                  |             | 0           | 0           | 32     | 0      |
| 1997-1998   | Sampdoria   | A           | 21         | 1          | CI              | 2               | 0               | CU                 | 2                  | 0                  | -           |             | -           | 25     | 1      |

## Palmarès

### Club
- Campionato Primavera: 1

Roma: 1989-1990
- Torneo di Viareggio: 1

Roma: 1991

### Nazionale
- Campionato d'Europa Under-21: 1

1994